# Chantal (televisieserie)
Chantal is een komische politiereeks van productiehuis Eyeworks, in coproductie met VRT/Eén en Telenet. De reeks, een spin-off van de televisiereeks Eigen kweek, draait rond het hoofdpersonage Chantal Vantomme, gespeeld door Maaike Cafmeyer.
De reeks werd bedacht en geschreven door Mathias Sercu, terwijl Jeroen Dumoulein tekende voor de regie. Het eerste seizoen werd opgenomen in 2021, het tweede in 2022. De opnames vonden voornamelijk plaats in de gemeente Lo-Reninge.
In april 2024 begonnen de opnames voor het derde seizoen.

## Verhaal
Chantal Vantomme, de sympathieke flik uit Eigen kweek, verhuist met haar dochter naar het kleine Loveringem om er het plaatselijke wijkcommissariaat te gaan leiden. Ze komt er terecht tussen een bende kleurrijke figuren die zo hun eigen ideeën hebben over misdaadbestrijding en bovendien weinig ophebben met hun nieuwe vrouwelijke chef.

## Rolverdeling

### Hoofdrollen
| Acteur             | Personage            | Aantal afleveringen | Aantal afleveringen | Aantal afleveringen | Aantal afleveringen |
| Acteur             | Personage            | S1                  | S2                  | S3                  | Totaal              |
| ------------------ | -------------------- | ------------------- | ------------------- | ------------------- | ------------------- |
| Maaike Cafmeyer    | Chantal Vantomme     | 8                   | 6                   | 8                   | 22                  |
| Dries Heyneman     | Rik Cloedt           | 8                   | 6                   | 8                   | 22                  |
| Yves Degryse       | Wim Vanhecke         | 8                   | 6                   | 8                   | 22                  |
| Zouzou Ben Chikha  | Muze                 | 8                   | 6                   | 8                   | 22                  |
| Anna-Marie Missoul | Emma Vantomme        | 8                   | 6                   | 8                   | 22                  |
| Steven Mahieu      | Arne Goedvriendt     | 7                   | 6                   | 8                   | 21                  |
| Benoit Dorné       | Kurt                 | 7                   | 6                   | 8                   | 21                  |
| Mathias Sercu      | Johnny D'Haese       | 7                   | 6                   | 7                   | 20                  |
| Julie Delrue       | Els Heytens          | 6                   | 4                   | 8                   | 18                  |
| Kurt Defrancq      | Koen Huyghe          | 7                   | 4                   | 5                   | 16                  |
| Hanna Lesage       | Noor                 | 6                   | 5                   | 5                   | 16                  |
| Silke Thorrez      | Sylvie Velghe        | 3                   | 5                   | 6                   | 14                  |
| Patricia Kargbo    | Felke Debruyne       |                     | 6                   | 8                   | 14                  |
| Adrian Sack        | Eddy Driessens       | 7                   | 6                   |                     | 13                  |
| Bert Huysentruyt   | Pascal Plovy         | 5                   | 2                   | 6                   | 13                  |
| Wim Opbrouck       | Roland Schiettekatte | 4                   | 4                   | 4                   | 12                  |
| Emma Catry         | Milou                | 5                   | 2                   | 5                   | 12                  |
| Mieke Dobbels      | Dorien               | 3                   | 3                   | 2                   | 8                   |
| Laurens Aneca      | Pit Vereecke         |                     |                     | 7                   | 7                   |
| Han Coucke         | Meeuws               |                     | 3                   | 2                   | 5                   |

Legenda
 = Hoofdrol
 = Bijrol
 = Geen rol

### Gastrollen
Tal van Belgische en Nederlandse acteurs en enkele BV's speelden een gastrol in 1 t.e.m. 3 afleveringen.

#### Seizoen 1
- Janne Desmet - Siska Louage
- Piet De Praitere - Daniël Louage
- Aiko Vanparys - Lise Loosveldt
- Hans Roelens - Claude Devrieze
- Bianca Vanhaverbeke
- Mil Degrijse - Jordy
- Robrecht Vanden Thoren - Christophe Bulcke
- Patrycja Pulit - Goska Boniek
- Karin Tanghe - moeder Cloedt
- Anouk David - Mia Verkest
- Anne Denolf - Ria Schiettekatte
- Seth Deconinck - Wibe Vanhecke
- Bjarne Devolder - Quinten Dobbels
- Kenneth De Scheemaecker - Rinus Dobbels
- Karel Deruwe - vader Dobbels
- Bernard Pieters - Etienne Loobuyck
- David Galle - buurman
- Norman Baert - Didier Seynave
- Begir Memeti - Besnik Dushku
- Steve Geerts - Bart Storms
- Luc Dufourmont - Patje Verhoest
- Hannes Reckelbus - Bart Loncke
- Anna Vercammen - Ilse
- Tom Ternest - Claude Maselis
- Lien De Graeve - Irène De Meyere
- Imani De Caestecker - Alexia Maselis
- Dries Vanhegen - Joosten
- Hilde Breda - moeder De Meuter
- Jaimie Van Kerschaver - Diederik De Meuter
- Bernadette Damman - Lisette
- Pieter Casteleyn - Simon Loncke
- Michiel Soete - Bjorn Heytens
- Ilse De Rauw - Katrien

#### Seizoen 2
- Ikram Aoulad - Mounira
- Joke De Bruyn - Ruth
- Emma Moortgat - Lydia Deroo
- Joris Hessels - Miguel Cocquyt
- Debbie Crommelinck - Debbie
- Steven Beersmans - Walter Fossez
- Begir Memeti - Besnik Dushku
- Steve Geerts - Bart Storms
- Ini Massez - Marianne De Maeght
- Jessica Zeylmaker - Daria
- Aline Van Aken - Veerle
- Lien Wildemeersch - Karen
- Matthieu Sys - Wim
- Robert de la Haye - Gijs Boonstra
- Anouk David - Mia Verkest
- Bert Dobbelaere - Robin Vogelaere
- Bram Verrecas - Robrecht
- Monika Dumon - Sophie Ducquenne
- Jorre Vandenbussche - Maarten
- Jan Vergote - Gilbert Deboutte
- Marijke Pinoy - Linda Seynaeve
- Peter Bulckaen - Firmin Dezutter
- Daisy Van Praet - Linde
- Robin Keyaert - Adam Goderis
- Filip Naudts - fotograaf
- Bob De Moor - Guido Vandenberghe
- Jasmine Sendar - Yolanda Hoefkens
- Arend Pinoy - Steven Vandenberghe
- Loes Swaenepoel - rusthuismedewerker
- Peter Slabbynck

#### Seizoen 3
- Lize Feryn - Shana Coolen
- Bart Claeys - Wullox
- Ilse de Koe - Dierkens
- Lieven Debrauwer - Slimme
- Jean-Michel Balthazar - Ollie
- Machteld Ramoudt - Liliane Bellens
- Rien Deleu - Chris Vuylsteke
- Gitan Eeckhout - Tony Vuylsteke
- Matilde Casier - Mora Dudzele
- Lars Himpe - Gianni Dudzele
- Bernadette Damman - Lisette
- Jits Van Belle - Maria Dekker
- Norman Baert - Didier Seynave
- Anna Vercammen - Ilse
- Colin Van Eeckhout - Ronny Dudzele
- Katrien Vandendries - Marleen
- Walter De Groote - Luk Devrieze
- Hans Roelens - Claude Devrieze
- Anouk David - Mia Verkest
- Henk Cnockaert - Roger
- Dominique Collet - Viviane Coyseman
- Mil Sinaeve - Jesse Vroman
- Fiene Zasada - Chloë Willaert
- Kenneth De Scheemaecker - Rinus Dobbels
- Gunter Lamoot - Diego Verhoest
- Serge-Henri Valcke - Andries Vandamme
- Isabelle van Hecke - Ingrid Vandamme
- Wim Stevens - Ludo Devos
- Arne Dawyndt - Tom Devos
- Robbe Christiaens - Eshref Ziani
- Benjamin Van Tourhout - Benoït Maes
- Anne Denolf - Ria Schiettekatte
- Robin Keyaert - Adam Goderis
- Kurt Van Eeghem - bisschop
- Griet De Backer - Carla
- Tom Viaene - Maarten

## Afleveringen

### Seizoen 1 (2022)
| Afl. | Uitzenddatum      | Titel                                                      | Kijkcijfers |
| ---- | ----------------- | ---------------------------------------------------------- | ----------- |
| 1    | 4 september 2022  | Moord in de Far West                                       | 1.046.145   |
| 2    | 11 september 2022 | Moord in de Far West - deel 2                              | 1.015.449   |
| 3    | 18 september 2022 | De wonderbaarlijke verrijzenis van Veronique Schiettekatte | 1.072.218   |
| 4    | 25 september 2022 | Who the fuck is Collossus?                                 | 935.648     |
| 5    | 2 oktober 2022    | Bruid in het bos                                           | 1.078.071   |
| 6    | 9 oktober 2022    | Elektra                                                    | 1.018.078   |
| 7    | 16 oktober 2022   | Oh father where art d'hou?                                 | 1.103.361   |
| 8    | 23 oktober 2022   | Oh father where art d'hou? - deel 2                        | 1.018.976   |

### Seizoen 2 (2024)
| Afl. | Streamz          | Uitzenddatum VRT 1 | Titel                          | Kijkcijfers |
| ---- | ---------------- | ------------------ | ------------------------------ | ----------- |
| 1    | 29 december 2023 | 21 januari 2024    | Wie is Miguel?                 | 1.420.261   |
| 2    | 29 december 2023 | 28 januari 2024    | Wie is Miguel? - deel 2        | 1.133.604   |
| 3    | 29 december 2023 | 4 februari 2024    | Familie                        | 1.169.690   |
| 4    | 29 december 2023 | 11 februari 2024   | Vreemde vogel                  | 1.449.264   |
| 5    | 29 december 2023 | 18 februari 2024   | Operatie Vandenberghe          | 1.151.396   |
| 6    | 29 december 2023 | 25 februari 2024   | Operatie Vandenberghe - deel 2 | 1.156.906   |

## Trivia
- Loveringem is een samenstelling van de gemeentes Alveringem en Lo-Reninge.
- De intromuziek werd in 2024 uitgebracht als single, getiteld 't Kan Ier Oal (Nederlands: Het Kan Hier Allemaal). Het lied werd geschreven door Annelies Cappaert. Cafmeyer zong het lied, op muziek van Steve Willaert, in.[3]